# 王场镇 (潜江市)
王场镇，是中华人民共和国湖北省潜江市下辖的一个乡镇级行政单位。

## 行政区划
王场镇下辖以下地区：
镇直社区、施场村、红桥村、林圣村、关户村、前进村、河岭村、共和村、园林村、胜利村、许台村、符岭村、黄湾村、王场村、农业队村、代河村、永进村、杨湖村、河堤村、张新场村、聂滩村、熊咀村、吕垸村、南方集团生活区和330农场生活区。